# À Casablanca, les anges ne volent pas
Pour plus de détails, voir Fiche technique et Distribution.
À Casablanca, les anges ne volent pas (Al Malaika la tuhaliq fi al-dar albayda, فوق الدارالبيضاء الملائكة لا تحلق) est une comédie dramatique italo-marocaine réalisée par Mohamed Asli (ar) et sortie en 2004.
Le film a remporté le Grand Prix des Journées cinématographiques de Carthage et le Premier Prix du Festival international du film d'Alexandrie (ar).

## Synopsis
Saïd, un berbère qui travaille à Casablanca, reçoit la nouvelle de la naissance de l'enfant de sa femme Aïcha et retourne dans son village éloigné. D'abord enthousiaste à l'idée de retrouver sa femme et leur enfant, il est catastrophé de constater que sa femme est entre la vie et la mort en raison des complications qu'a provoqué l'accouchement traditionnel. En effet, dans ce village isolé, il n'y a ni téléphone ni ambulance.

## Fiche technique
- Titre français : À Casablanca, les anges ne volent pas[1]
- Titre original : Al Malaika la tuhaliq fi al-dar albayda, حلاق درب الفقراء[2]
- Réalisation : Mohamed Reggab (ar)
- Scénario : Mohamed Reggab
- Photographie : Mohamed Reggab, Moustafa Stitou
- Décors : Mohamed Jouay
- Production : Omar Akouri
- Sociétés de production : Dagham Film, Gam Films
- Format : couleurs
- Pays de production :  Maroc -  Italie
- Langue de tournage : arabe
- Genre : comédie dramatique
- Durée : 97 minutes
- Dates de sortie : 
  - France : 16 mai 2004 (Festival de Cannes 2004)

## Distribution
- Abdessamad Miftahalkhair (ar) : Ismail
- Abderrazzak el Badaoui (ar) : le restaurateur
- Laila el Ahiani : Aïcha
- Rachid el Hazmir : Saïd